# 4 Jours en mai
 (mai 2014).
Pour plus de détails, voir Fiche technique et Distribution.
4 Jours en mai (4 Tage im Mai) est un russo-ukraïno-allemand de Achim von Borries sorti en 2011. Le film se déroule quatre jours avant la fin de la Seconde Guerre mondiale en mai 1945. Un détachement de soldats russes occupe une propriété où est réfugié un orphelinat dans le nord de l'Allemagne.

## Synopsis
Après un bref plan sur ce qui sera la fin du film, l'histoire revient sur le déroulement des événements qui y sont racontés, et qui commencent le 4 mai 1945, quatre jours avant la fin de la Seconde Guerre mondiale. Un capitaine de l'Armée rouge, Kalmykov, occupe avec son détachement un orphelinat situé sur la côte de la mer Baltique à un endroit stratégique, d'où il est possible de gagner le Danemark par bateau. L'immense plage est d'autre part occupée par 80 hommes de la Wehrmacht, qui veulent parvenir en Suède pour s'y rendre aux troupes britanniques, plutôt qu'à l'Armée rouge. Le capitaine Kalmykov, pour sa part, est mécontent de devoir tenir sa position avec à peine une dizaine d'hommes face à une troupe d'Allemands en fuite bien supérieurs en nombre, d'autant plus qu'il n'est armé que d'un canon cassé, d'une grenade et d'armes légères. Il obéit malgré tout à contre-cœur aux ordres de ses supérieurs, car il a déjà été dégradé par deux fois dans le passé pour insubordination. Cependant, il est vénéré par ses hommes pour son courage et sa capacité à rebondir, au point qu'ils lui avaient donné le surnom de « Dragon » : car chaque fois qu'on « séparait sa tête de son corps », en le dégradant, il « renaissait » plus fort, après avoir résisté à l'humiliation que voulaient lui infliger ses supérieurs.

## Fiche technique
- Titre : 4 Jours en mai
- Titre original : 4 Tage im Mai
- Réalisation : Achim von Borries
- Scénario : Achim von Borries,
- Producteur : Stefan Arndt
- Pays d'origine :  Allemagne -  Russie -  Ukraine
- Langue : allemand, russe  doublé en français lors de son exploitation en France
- Durée : 98 min.
- Date de sortie : 2011

## Distribution
- Pavel Wenzel : Peter
- Alexeï Gouskov : le capitaine Kalmykov
- Ivan Shvedoff : Trubizin
- Andrey Merzlikin : Sedych
- Sergey Legostaev : Iwanov
- Maksim Kowalewski : Fradkin
- Grigoriy Dobygin : Fedjunin
- Angelina Häntsch : Anna
- Gertrud Roll : la baronne Maria von Lewennov
- Petra Kelling : la cuisinière, Luise
- Merab Ninidze : le major
- Gerald Alexander Held : le lieutenant Wald
- Martin Brambach : le lieutenant Wendt

## Distinctions
Le film a été présenté pour la première fois le 9 août 2011, au festival international du film de Locarno. En Allemagne, les premières diffusions ot eu lieu le 29 septembre 2011. D'autres présentations ont ensuite eu lieu, le 16 février 2012 en Russie, le jour suivant au Kazakhstan, et le 23 février 2012 en Ukraine.
Prix du public lors de la 20e édition du Festival du cinéma russe à Honfleur 2012.